# Rescue diver
Il rescue diver è una tipologia di brevetto per la subacquea prevista da alcune didattiche, come quella NAUI, PADI, SDI, NASE, SNSI e altre che abilita al soccorso subacqueo. Per le organizzazioni di matrice italiana, si tratta del brevetto "Salvamento Sub".
Durante il corso l'allievo impara le manovre di soccorso, ma soprattutto le capacità per poter intervenire in caso di un incidente subacqueo e sarebbe opportuno che tutti i sub partecipassero a questo corso.
Inoltre è un passo indispensabile per poter avanzare nel campo professionale dell'insegnamento ed è requisito fondamentale per accedere al corso di livello superiore, ovvero il Divemaster SNSI, PADI e ANIS (equivalente al Subacqueo CMAS o Sommozzatore di 3º grado FIPSAS).

## Equivalenze
Questo tipo di brevetto non ha equivalenze particolari se non appunto quella di essere denominato in un modo per alcune sigle (straniere) o in un altro per le didattiche con radici storiche italiane.